# القباب (المغرب)
القباب  (بالإنجليزية: EL KBAB)‏ هي جماعة قروية شبه حضرية تابعة لإقليم خنيفرة ضمن جهة بني ملال خنيفرة بالمغرب. بلغ مجموع عدد سكان القباب  حسب إحصاءات 2004 حوالي 16719 نسمة من بينهم 3 أجانب يعيشون في 3457 أسرة.